# Ghiacciaio Fitch
Il ghiacciaio Fitch è un ghiacciaio situato sulla costa di Borchgrevink, nella regione nord-occidentale della Dipendenza di Ross, in Antartide. In particolare, il ghiacciaio, il cui punto più alto si trova a circa 3450 m s.l.m., ha origine nella parte centrale dell'estremità sud-orientale dei monti dell'Ammiragliato e da qui fluisce verso sud, partendo dal versante sud-occidentale del monte Achilles e scorrendo lungo il versante nord-orientale della dorsale McGregor fino a unire il proprio flusso a quello del ghiacciaio Man-o-war.

## Storia
Il ghiacciaio Fitch è stato mappato per la prima volta dallo United States Geological Survey grazie a fotografie scattate dalla marina militare statunitense (USN) durante ricognizioni aeree e terrestri effettuate nel periodo 1960-62, e così battezzato dal comitato consultivo dei nomi antartici in onore del tenente E. E. Fitch, ufficiale medico alla stazione Hallett nel 1963.